# 上山栃
上山栃（栃的發音為「ㄌㄧˋ」）（日语：うえやま とち，1954年2月22日—），出生於福岡縣福岡市，日本漫畫家。本名上山敏彦。代表作是漫畫（曾動畫化）－妙廚老爹。

## 簡介
- 畢業學校：福岡縣立筑紫丘高等學校（曾出現在其作品妙廚老爹中）、大分縣立藝術短期大學（現大分縣立藝術文化短期大學）。
- 得獎：1977年曾經以入選手塚賞佳作（以上山敏彦的名義）。
- 1980年到1983年，住在福岡縣浮羽町（現在的浮羽市）的山中。
- 從1984年到現在，於講談社的週刊Morning中，開始連載妙廚老爹。現在在福津市執筆活動中。

## 日文筆名變化
- （1977年（昭和52年）－）
- （1980年（昭和55年）－）
- （1981年（昭和56年）？－）
- （1982年（昭和57年）？－）

## 作品列表
- ガッツべんけい（秋田書店、少年チャンピオンコミックス）
- 大字・字・ばさら駐在所（講談社、モーニングKC）
- 妙廚老爹（講談社、モーニングKC、1985年－）
- ぶっ飛び広海（講談社、バーガーKC）
- むかしむかし（スコラ、パーティKC）
- 其他還有在日福新聞（曾出現在其作品妙廚老爹中）中，連載四格漫畫－「筑紫ン坊」（1978年－1982年）。
- 電視動畫《紅殼的潘朵拉》第4話片尾插圖